# Palazzo delle Poste (La Spezia)
Il Palazzo delle Poste della Spezia è nella centrale piazza Verdi. Progettato nella sua architettura e negli arredi da Angiolo Mazzoni, l'edificio fu inaugurato nel novembre 1933.

## Storia
In precedenza le Regie Poste avevano avuto sede dapprima nel palazzo di Corso Cavour, posto tra le vie Carpenino e Cavallotti, il cui ingresso era affiancato dalle due colonne tuttora visibili; più tardi furono usati più ampi locali di via Chiodo.
A seguito della crescita della città, nel 1928 fu infine deciso di edificare un nuovo e più idoneo edificio per le Poste.

Il nuovo palazzo ha sostituito, nel piano edilizio dell'epoca, un nuovo teatro progettato da Raffaello Bibbiani, che avrebbe dovuto sorgere nella stessa area in luogo del demolito Politeama Duca di Genova.

L'area prescelta, a ridosso della collina,  sino a pochi anni prima era occupata dalle case del quartiere del Torretto che si estendevano sino alla zona del Palazzo del Governo.

## L'architettura

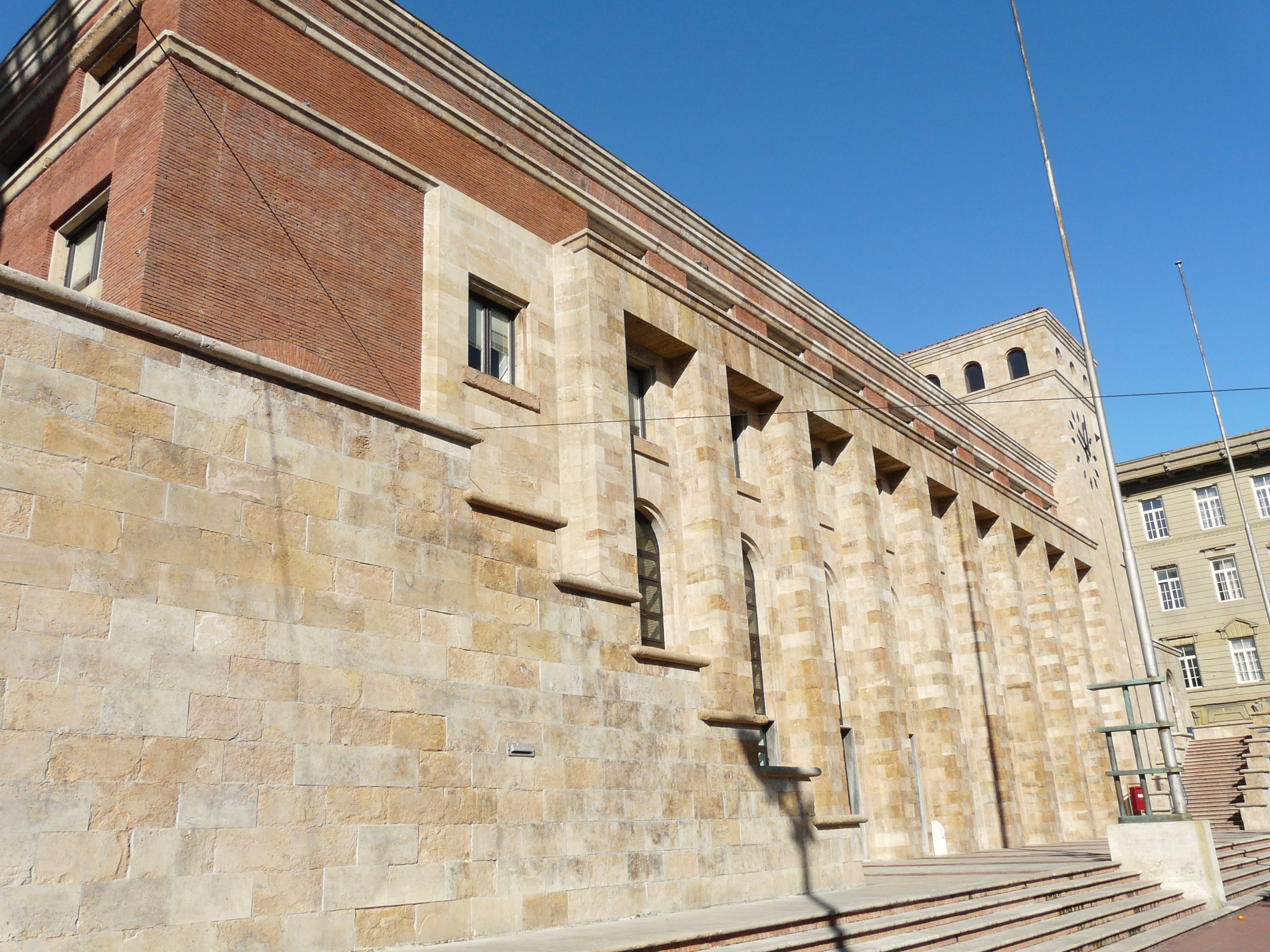
Facciata del palazzo

L'architetto Mazzoni, che proprio in quegli anni si era avvicinato al Futurismo di Marinetti, realizzò il suo progetto secondo i canoni del movimento conferendo all'edificio un effetto monumentale nonostante la limitata disponibilità di spazio, chiuso tra la piazza Verdi e l'incombente collina retrostante.
Il palazzo, arretrato rispetto alla linea prospettica degli altri edifici presenti lungo il lato della piazza, è rialzato rispetto al piano stradale da un'ampia scalinata in travertino. 

Con pianta a U e a quattro piani, l'edificio è definito da volumi squadrati, alleggeriti da una serie di nove nicchie in facciata che ospitano altrettante alte aperture ad arco sormontate da finestre 

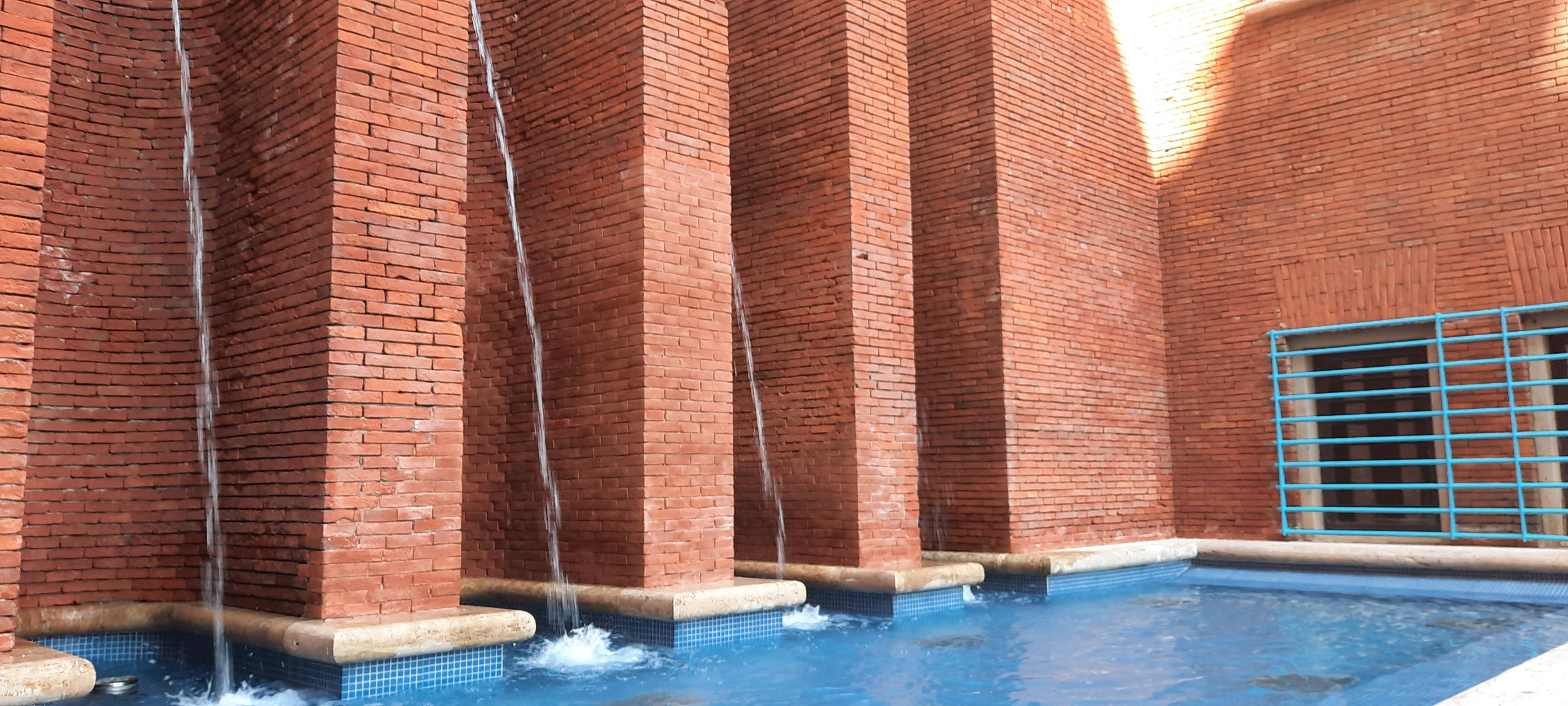
La fontana futurista

La facciata dell'edificio è caratterizzata dal rigore formale prodotto dal contrasto tra la semplicità del paramento in laterizio lasciato a vista e il parziale rivestimento in Travertino. .
Una possente torre orologio a pianta quadrata, aperta da tre finestre alla sommità per ogni lato e da due lunghe finestre verticali sulle pareti esterne, accompagna il volume del complesso mentre due simmetriche scalinate angolari ne movimentano la facciata; la base della scalinata di destra, sotto la torre, è alleggerita da aperture ad arco.
Una terza scalinata (scalinata Fillia) affianca il lato sinistro del Palazzo per collegare il livello di piazza Verdi a quello della via XX Settembre sulla collina retrostante l'edificio. 
Alla base di questa scalinata è posta la fontana futurista, caratterizzata dalle sue linee dinamicamente ascensionali.
A contrasto con la severità dell'esterno, i vari ambienti dell'interno offrono una ricca policromia di marmi: il Portoro della Palmaria, il Portargento dalle cave del Monte Santa Croce, lo Zebrino, il Travertino di Tivoli e il Rosso di Verona.
Il progetto di Mazzoni non si limita alle murature e alla scelta dei materiali, ma si estende anche al disegno degli arredi polifunzionali interni, al sistema d'illuminazione, al dettaglio delle basi-lampada dei pennoni portabandiera e alla scelta dei vetri di Murano della vetreria Venini per le lampade stesse.
Dall'atrio dell'edificio si accede alla sala interna della Torre orologio per la visita al Mosaico futurista.
La sistemazione della antistante piazza Verdi aveva poi ricevuto una piantumazione centrale con una lunga fila di semplici pini marittimi, allo scopo di porre in risalto la monumentalità del Palazzo e la bellezza degli edifici liberty e déco circostanti. Nel 2015 gli alberi sono stati eliminati per dare spazio ad un discusso progetto di riqualificazione dell'artista Daniel Buren.

### Il Mosaico futurista
Le leggi edilizie dell'epoca prescrivevano che una determinata aliquota del costo di costruzione dei nuovi edifici pubblici fosse investita per arricchirli con opere d'arte permanenti. 

Nel caso del Palazzo delle Poste spezzino fu deciso di realizzarvi il grande mosaico che tuttora riveste le pareti interne della Torre dell'orologio.
L'opera , eseguita nel 1933, costituisce un esempio di arte musiva futurista: per il Palazzo delle Poste il tema scelto dagli autori, Fillia e Prampolini, è dedicato al tema de Le Comunicazioni. In particolare i due pannelli eseguiti da Fillia trattano Le comunicazioni terrestri e marittime, mentre gli altri due, opera di Prampolini, riguardano Le comunicazioni telegrafiche, telefoniche ed aeree.

Le pareti interne della torre sono quasi completamente  rivestite dal mosaico, mentre alcune porzioni sommitali delle pareti e la volta stessa, per contrasto, sono volutamente lasciate con i laterizi a vista. 
Il risultato è un ambiente chiuso che riceve luce dalle dodici finestre sommitali e dalle due verticali e nel quale il pittorico contrasto cromatico si combina ad un effetto visivo dal basso potentemente ascensionale.
Le tessere che compongono il mosaico furono realizzate dalla ditta Ceramica ligure Vaccari di Ponzano Magra.